# Entre terre et lumière
Entre terre et lumière est le treizième tome de la série de bande dessinée Thorgal, dont le scénario a été écrit par Jean Van Hamme et les dessins réalisés par Grzegorz Rosiński.

## Synopsis
Cette aventure prend la suite directe de la trilogie formée par Le Pays Qâ, Les Yeux de Tanatloc et La Cité du dieu perdu. Ayant mis fin à la tyrannie d'Ogotaï, Thorgal et sa famille sont enfin réunis et vivent paisiblement chez les Xinjins. Mais ils sont confrontés aux complots et aux intrigues politiques liés à la succession de Tanatloc, et doivent trouver le moyen de traverser de nouveau l'océan pour rentrer chez eux.

## Publication
- Le Lombard, novembre 1988,  (ISBN 2-8036-0713-1)